# Middleburg (Floride)
Pour les articles homonymes, voir Middleburg.
Middleburg est une census-designated place du comté de Clay, dans l'État de Floride, aux États-Unis.

## Géographie
Middleburg a une superficie totale de 18,3 miles carrés (47,3 km2).

## Histoire
La ville est créée dans le début des années 1820, proche d'une plaque tournante du transport entre St. Johns River et l'intérieur de la Floride. L'établissement du Fort Heilman au cours de la Seconde Guerre séminole (1835-1842) fait grimper la population à 800.
Desservies par des routes et des bateaux de rivière, dans les années 1840, le nom a été changé pour Middleburg, le nom de la ville néerlandaise de Middelburg. L'économie de la région étaient le bois, les agrumes et l'agriculture. La ville est devenue le siège du comté de Clay en 1858.
Le 4e Cavalerie du Massachusetts a incendié la ville en 1864, pendant la guerre de Sécession. La ville a repris dans les années 1870, le trafic fluvial et l'industrie des agrumes.

## Démographie
| 2000   | 2010   | - | - | - | - |
| ------ | ------ | - | - | - | - |
| 10 795 | 13 008 | - | - | - | - |

La population comptait 700 habitants en 1890.
En 2010, la ville comptait 13 008 habitants.

## Personnalités liées à la commune
- Roy Geiger général d'armée, né dans la commune.
- Gary Barnidge, joueur NFL
- Richard Owens, joueur NFL
- The Red Jumpsuit Apparatus, chanteur
- Slim Whitman, chanteur
- Ashley Greene, actrice
- Donnie Van Zant, musicien